# Xã Sullivan, Quận Polk, Minnesota
Xã Sullivan (tiếng Anh: Sullivan Township) là một xã thuộc quận Polk, tiểu bang Minnesota, Hoa Kỳ. Năm 2010, dân số của xã này là 173 người.